# Хальвильский замок
Хальвильский замок (нем. Schloss Hallwyl) — исторический замок в городе Хальвиль в Швейцарии в кантоне Аргау. Замок включён в список объектов национального исторического наследия Швейцарии. Замок расположен на двух островах на реке Аабах, к северу от Хальвильского озера. С 1925 года открыт для публики, а с 1994-го принадлежит кантону Аргау и является частью музея Аргау.

## История
Первое упоминание о замке относится к 1256 году. Замок Хальвиль был домашним замком лордов Хальвиль (нем.), которые с середины XII века владели окружающей землей и частью Халвильского озера. Замок первоначально состоял из жилой башни с сухим рвом. В 1265 году крепость была расширена. В начале XIV века ров был наполнен водой. Старинная часть замка образовала таким образом остров на реке Аабах. В дальнейшем с восточной стороны замка был сооружён дополнительно искусственный остров. Он был окружён стеной, и здесь разместили жилые и коммерческими постройки. Во время завоевания Аргау в 1415 году Швейцарской Конфедерацией замок (который был известен после 1369 года как Ганербенбург) был сожжен войсками Берна. В последующем замок неоднократно перестраивался и расширялся. Значимая реконструкция произошла в 1500 и 1579—1590 годах, когда были возведены две новые башни. В XIX веке замок был частично перестроен в неоготическом стиле в 1861 и 1870—1874 годах.
С 1994 года замок находится во владении кантона Аргау.